# 普莱森特格罗夫 (犹他州)
普莱森特格罗夫（英語：Pleasant Grove）是美国犹他州犹他县下属的一座城市。建市于1850年，面积大约为9.17平方英里（23.8平方公里），海拔约为4,623英尺（1,409米）。根据2010年美国人口普查，该市有人口33,509人。